# Gare de Vénissieux (stacja kolejowa)
Gare de Vénissieux – stacja kolejowa w Vénissieux, w departamencie Rodan, w regionie Owernia-Rodan-Alpy, we Francji.
Jest stacją Société nationale des chemins de fer français (SNCF), obsługiwaną przez pociągi TER Rhône-Alpes.